# Nobodys
Nobodys（ノーバディーズ）は、インディーズで活動している日本のスリーピース・パンク・ロック・バンド。

## メンバー

### 現在のメンバー
- マコ（ギター、ボーカル）
- NAOKIDZ（ベース、ボーカル、縦笛、キーボード）
  - The Dudoos、Kamambels、PP&The Hitorikapiz、za naokidz、Muscle Beach Party、フタリカピズ、Toy-Pooh-Dolls、 Suspended Girls
- アベタカ（ドラム、ボーカル）
  - Takahashi-gumi、CLASICKS、FASTKISS

### 過去に在籍したメンバー
- グンジ（ドラム、ボーカル）
- エイジ（ベース、ボーカル）

## 略歴
1992年　福島県いわき市にて当時高校生だった3人（マコ・グンジ・エイジ）が結成。地元を中心にライブ活動を開始。デモテープを制作。
1994年　高校卒業後上京。NAOKIDZ（ベース） を迎え新宿、渋谷、下北沢を中心にライブ活動。
1996年　FG Recordsより「Sunny Holiday」リリース。アメリカでライブを行った。
1997年　FG Recordsより「Why can you stand?」リリース。アメリカV.M.L.Recordsと契約。
1998年　解散。
2007年　アベタカ（ドラム）をむかえ活動再開。
2012年1月　トリビュート・アルバム『Because I Hate Nobodys』レコ発ツアーで新宿JAM、名古屋新栄DAYTRIVEにてライブを行った。
2018年9月　スウェーデンのバンド De Lyckliga Kompisarna JAPAN TOUR 2018 のオープニングアクトとして下北沢Basement Bar、名古屋HUCK FINNにてライブを行った。

## ディスコグラフィ

### アルバム
- Why can you stand?
- Nobody knows NOBODYS 1994-1998

### オムニバス
- NOT SUPERSTITIOUS Vol.3
- SOMETHING ELSE
- SUNNY HOLIDAY
- SUNNY HOLIDAY2
- ASSORTED PUNK ROCK SUPERHEROES
- SPLIT FIXED A FIZZLE / NOBODYS
- STILL WATER RUN DEEP
- POP TO HARD!!

### 映像作品
- 生2

### トリビュート・アルバム
- BECAUSE I HATE NOBODYS